# Команка (Вилча)
Команка (рум. Comanca) — село у повіті Вилча в Румунії. Адміністративно підпорядковане місту Беїле-Оленешть.
Село розташоване на відстані 172 км на північний захід від Бухареста, 18 км на північний захід від Римніку-Вилчі, 106 км на північ від Крайови, 117 км на південний захід від Брашова.

## Населення
За даними перепису населення 2002 року у селі проживали 33 особи, усі — румуни. Усі жителі села рідною мовою назвали румунську.